# Hormon

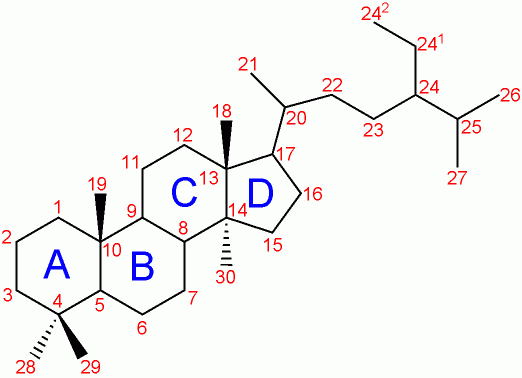
Structura unor hormoni steroizi

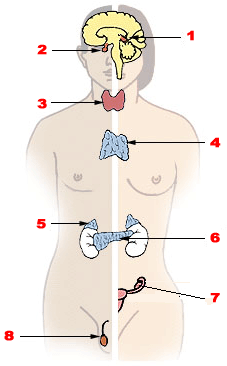
Cele mai importante glande endocrine (sexul masculin stânga, sexul feminin dreapta.) 1. Epifiză 2. Hipofiză 3. Tiroidă 4. Timus 5. Suprarenale 6. Pancreas 7. Ovar 8. Testicul

Hormonul (grec. ορμόνη, - horman, hormanus - a pune în mișcare, a trezi) este o substanță biochimică ce transmite informații de la un organ sau țesut la altul, fiind secretată de glandele endocrine sau de alte țesuturi, care stimulează și coordonează activitatea anumitor organe sau a întregului organism. Spre deosebire de sistemul nervos, unde informațiile de la centru (creier sau măduva spinării), respectiv impulsurile nervoase, se propagă prin prelungirile axonice sau dentritice cu o viteză mare care durează fracțiuni de secundă, informațiile transmise pe cale hormonală sunt mai lente, unele, ca de exemplu în cazul adrenalinei, care durează secunde, pe când în cazul celorlalți hormoni durează zile, până când informațiile ajung la organul sau țesutul țintă. De la această regulă fac o excepție hormonii tisulari (produși de țesuturi), hormoni ca: histamina, serotonina, sau prostaglandinele, care sunt produși direct de parenchimul organului țintă.
Hormonii au fost descoperiți pe la începutul secolului XX. Termenul de hormon a fost pentru prima oară folosit în anul 1905 de psihologul englez Ernest Starling (1866-1927). Hormonii sunt substanțe care acționează pe anumite organe țintă, ce au receptori speciali în membrana celulară care leagă moleculele hormonului respectiv, unde hormonii declanșează o serie de reacții biochimice, pătrund prin membrana celulară și ajung în citoplasmă, respectiv nucleul celulei.
Hormonii din organismul animal sunt produși și de glandele endocrine: hipofiză, epifiză, tiroidă, paratiroidă, pancreas, glandele suprarenale cu corticosuprarenala și insulele Langerhans, gonadele sau glandele genitale. Denumirea de glande endocrine sau glande cu secreție internă se datorează faptului că hormonii produși de glandele respective se varsă direct în sânge, fiind transportați pe calea sanguină la organul țintă. Hormonii produși de plante se numesc fitohormoni (au, de exemplu, un nucleu format din o grupare fenolică și steroidă) și, asemănător hormonilor produși de organismul animal, acționează la distanță, fiind suficient o cantitate foarte mică de ordinul nanogramelor. Știința care se ocupă cu studiul glandelor endocrine și hormonilor se numește endocrinologie, iar medicul care lucrează în această ramură, endocrinolog.

## Exemple de reglări pe cale hormonală
- Glicemia (concentrația de zahăr din sânge) esterini reglat prin insulină produs de pancreasul endocrin - (insulele Langerhans)
- Lipemia (Concentrația în grăsimi prin activitatea ficatului și pancreasului)
- Senzația de foame (Centrul foamei fiind activat la scăderea valorii glicemiei)
- Activitatea sexuală la bărbat sau femeie și reglarea ciclului menstrual
- Dezvoltarea sistemului osos
- Adaptarea la stres
- Activitatea hormonală este dirijată prin:
  - axul Hipotalamo-Hipofizar printr-un sistem Feedback
  - sistemul nervos vegetativ (parasimpatic și ortosimpatic)
  - prin concentrația în sânge a calciului, glucozei etc.

## Clasificarea hormonilor
Clasificarea hormonilor se face în funcție de raza de acțiune, solubilitate, structura chimică, locul de sinteză și în funcție de interdependința sistem endocrin cu cel nervos

### Clasificare hormonilor în funcție de raza de acțiune
În funcție de raza de acțiune, hormonii sunt grupați în:
- Hormoni locali: autocrini și paracrini
- Hormoni endocrini
- Neurohormoni

#### Hormoni endocrini
Hormonii endocrini respectă definiția clasică fiind sintetizați și secretați de celule specializate urmând să ajungă la celula țintă prin intermediul sistemului circulator legați de proteine transportoare în cazul hormonilor hidrofobi sau liberi în sânge în cazul hormonilor hidrofili.

#### Hormonii paracrini
Hormonii paracrini nu respectă definiția clasică dată hormonilor fiind sintetizați de o celulă specializată,urmând să acționeze asupra celulelor învecinate, fără a mai ajunge în torentul circulator.
Exemplu: somatostatina produsă de celulele D pancreatice acționează asupra celulelor A (secretoare de glucagon) și B (secretoare de insulină) inhibându-le secreția.

#### Hormonii autocrini
Hormonii autocrini sunt sintetizați și secretați de către o celulă în spațiul extracelular, acționând ca mesager asupra aceleiași celule. În acest caz, celula țintă și celula secretoare reprezintă de fapt aceeași celulă.

#### Neurohormonii
Neurohormonii sunt o categorie specială de substanțe chimice produse de către celulele nervoase, eliberate în sânge prin terminațiile axonale și apoi vehiculate prin sistemul circulator până la nivelul celulei țintă. Prin intermediul neurohormonilor se realizează interacțiunea dintre sistemul nervos și sistemul endocrin.

### Clasificare hormonilor în funcție de solubilitate
În funcție de solubilitate, hormonii se pot clasifica în hormoni hidrosolubili (hidrofili) și hormoni liposolubili (hidrofobi). Hormonii liposolubili necesită proteine transportoare pentru a fi vehiculați prin sânge până la nivelul celulei țintă, de asemenea acești hormoni prezintă capacitatea de a traversa bistratul lipidic al membranei celulare, pătrunzând în interiorul celulei unde se afla receptori specifici fie în citoplasmă fie legați de cromatină la nivelul nucleului.
Hormonii hidrosolubili circulă liberi prin sistemul circulator însă nu pot traversa membrana celulară. Receptori pentru acest tip de hormoni se află încorporați în membrana celulară, determinând producția de mesageri secunzi la nivelul spațiului citoplasmatic hormonul fiind considerat mesager primar.

#### Hormonii hidrosolubili
- Hormonii peptidici;
- Hormonii proteici;
- Hormonii derivați din aminoacizi;

#### Hormoni liposolubili
- Hormonii steroizi;
- Hormonii tiroidieni;

### Clasificarea hormonilor după structura chimică

#### Hormoni derivați din aminoacizi
| Hormonul              | Aminoacid precursor | Loc de sinteză                              |
| --------------------- | ------------------- | ------------------------------------------- |
| Dopamina              | Tyrozina            | Hipotalamus, medulosuprarenală              |
| Adrenalina            | Tirozina            | medulosuprarenală                           |
| Noradrenalina         | Tirozina            | medulosuprarenală, nervi periferici         |
| Histamina             | Histidina           | Celule bazofile, celule care se regenerează |
| Serotonina            | Triptofan           | ficat, nervi simpatici                      |
| 3,5,3'triiodotironina | Tirozina            | Glanda tiroidă                              |

#### Hormoni polipeptidici, proteici și glicoproteici
| Hormon                                                | Număr de resturi aminoacidice | Loc de sinteză             |
| ----------------------------------------------------- | ----------------------------- | -------------------------- |
| Hormonul eliberator al tireotropinei (TRH)            | 3                             | Hipotalamus                |
| Met-encefalina                                        | 5                             | Hipotalamus                |
| Leu-encefalina                                        | 5                             | Hipotalamus                |
| Angiotensina II                                       | 8                             | Sânge                      |
| Vasopresina (ADH)                                     | 9                             | Hipotalamus anterior       |
| Oxitocina                                             | 9                             | Hipotalamus anterior       |
| Hormonul eliberator al gonadotropinelor (Gn-RH)       | 10                            | Hipotalamus                |
| Somatostatina (GH-RIH)                                | 14                            | Hipotalamus                |
| Gastrina                                              | 17                            | Mucoasa gastrică duodenala |
| Hormonul melanocitostimulator (MSH)                   | 27                            | Hipofiza anterioară        |
| Secretina                                             | 27                            | Duoden și Jejun            |
| Peptidul intestinal vasoactiv (VIP)                   | 28                            | Duoden și Jejun            |
| Glucagonul                                            | 29                            | Celule A (α) pancreatice   |
| β-endorfina                                           | 31                            | Hipofiza anterioară        |
| Calcitonina                                           | 32                            | Celulele C tiroidiene      |
| Colecistokinina (CCK)                                 | 33                            | Duoden și Jejun            |
| Polipeptidul pancreatic                               | 36                            | Celule F pancreatice       |
| Hormonul adenocorticotrop (corticotropina, ACTH)      | 39                            | Hipofiza anterioară        |
| Hormonul eliberator de corticotropina (CRH)           | 41                            | Hipotalamus                |
| Peptidul inhibitor gastric (GIP)                      | 43                            | Duoden și jejun            |
| Hormonul eliberator al hormonului de creștere (GH-RH) | 44                            | Hipotalamus                |
| Insulina                                              | 51                            | Celulele B (β) pancreatice |
| Factorul de creștere epiermal (EGF)                   | 53                            | Glandele salivare          |
| Factorul de creștere asemănător insulinei (IGF II)    | 67                            | Ficat                      |
| Somatomedina (IGF I)                                  | 70                            | Ficat                      |
| Interleukine                                          | Variabil                      | Celule albe din sânge      |
| Hormonul parotidian                                   | 84                            | Celule parotidiene         |
| Prolactina (PRL)                                      | 198                           | Hipofiza anterioară        |
| Hormonul tiroido-stimulator (TSH)                     | 209                           | Hipofiza anterioară        |
| Hormonul luteinizant (LH)                             | 215                           | Hipofiza anterioară        |
| Gonadotropina corionică umană (hCG)                   | 231                           | Placenta                   |
| Hormonul foliculo-stimulator (FSH)                    | 236                           | Hipofiza anterioară        |

#### Hormoni steroizi
Hormonii steroizi sunt hormoni ce au ca precursor comun colesterolul
- Estradiol
- Estrona
- testosteron
- 1.25 dihidroxicolecalciferol
- Cortisol
- Aldosteron

#### Hormonii eicosanoizi
Hormonii eicosanoizi reprezintă o serie de hormoni derivați din acidul arahidonic
- Prostaglandinele primare (clasice, PG)
- Endoperoxizi prostaglandinici (PGG2 și PGH2)
- Prostaciclina (PGI2)
- Tromboxani (TX)
- Leucotrienele (LT)

### Clasificarea hormonilor în funcție de locul de producere
Hormonii sunt secretați la nivelul întregului organism, putând fi secretați de organe specializate sau de celule individuale ce prezintă activitate secretorie

#### Hormoni hipotalamici
- Hormonul eliberator al tireotropinei (TRH)
- Hormonul eliberator al somatostatinei (GH-RIH)
- Hormonul eliberator al gonadotropinelor (Gn-RH)
- Hormonul eliberator al corticotropinei (CRH)
- Hormonul eliberator al somatotropinei (GH-RH)
- Hormonul antidiuretic - vasopresina ( ADH)

#### Hormoni hipofizari
- Somatotropina numită și hormonul de creștere (GH)
- Corticotropina numită și hormonul adenocorticotrop (ACTH)
- Gonadotropine (Gn)
  - Hormonul luteinizant (LH)
  - Hormonul foliculo-stimulator (FSH)
- Tireotropina (TSH)
- Prolactina (PRL)

#### Hormoni gastrointestinali
- Gastrina
- Colecistokinina (CCK)
- Secretina
- Polipeptidul intestinal vasoactiv (VIP)
- Peptidul gastic inhibitor (GIP)
- Ghrelina
- Peptidul YY
- Parotina
- Sialogastrona
- Leptina
- Motilina

#### Hormoni pancreatici
- Insulina
- Glucagonul
- Somatostatina
- Polipeptidul pancreatic

#### Hormoni trombocitari
- Tromboxan

#### Hormoni limfocitari
- Leucotrienele

#### Hormoni suprarenalieni
- Epinefrina (adrenalina)
- Norepinefrina (noradrenalina)
- Cortisol
- Aldosterona

#### Hormoni secretați derinichi
- Renina

#### Hormoni din țesutulmiocardic atrial
- Polipeptidul natrinuretic

### Clasificarea hormonilor după interdependența sistem endocrin cu cel nervos
Din punct de vedere al interdependenței sistemului endocrin cu cel nervos sistemul endocrin poate fi structurat în 3 nivele ierarhice

#### Nivelul I
Nivelul I cuprinde hormoni secretați de țesuturi ce provin embriologic din țesut nervos
- Hipotalamusul
- Celule C din tiroidă
- Celule secretoare de hormoni din mucoasa gastrointestinală
- Medulosuprarenală

#### Nivelul II
Nivelul II cuprinde hormoni ce sunt influentați în mod direct de sistemul nervos
- Hormonii adenohipofizari
- Hormonii secretați de insulele pancreatice
- Hormonii parotidieni

#### Nivelul III
Nivelul III cuprinde hormonii a căror secreție este dependentă de hipofiza anterioară 
- Hormonii elaborați în cortexul glandei suprarenale
- Hormonii tiroidieni
- Hormonii secretați de gonade

## Exemple de hormoni
- Hormoni de natură proteică cu secvențe specifice de aminoacizi:
  - Neuropeptide: LH/FSH, TSH, ACTH, GH
  - Insulină
  - Glucagon
  - Glicoproteine: Hormonul de stimulare foliculară (FSH), Hormonul lutetrop (LH) Tireotropina (TSH) Adrenocorticotropina (ACTH) și (MSH)
  - Hormoni de creștere GH, IGF
  - Prolactina
  - Vasopresina și Oxitocina
  - Bradichinina
- Derivate ale aminocizilor:
  - Tiroxina (T4)
  - Triiodotironina (T3)
  - Adrenalina
  - Histamina
  - Noradrenalina
  - Dopamina
  - Melatonina
- Izoprenderivate (ca Neotenina la insecte)
- Hormoni steroizi (ca cele produse de glandele suprarenale (adrenale) și glandele sexuale)
  - Aldosteronul (mineralcorticoid)
  - Cortizol (glucocorticoid)
  - Estrogene (estradiol)
  - Gestagene (progesteron)
  - Androgene (testosteron)
- Derivați ai acizilor grași:
  - Prostaglandine
  - Leucotrine

-Serotonina (Hormonul fericirii): Substanță prezentă în celulele tractului gastro-intestinal, în creier, în plachetele sangvine ale unor mamifere, cu rol important în contracția musculaturii netede, în dilatarea capilarelor, în creșterea permeabilității vaselor mici.
- Adrenalina: Hormon produs de glandele suprarenale sau fabricat pe cale sintetică, utilizat ca medicament datorită proprietăților vasoconstrictoare și stimulatoare ale mușchiului cardiac; epinefrină, suprarenină.

### Fitohormoni (hormoni produși de plante)
- Auxina
- Cytokinina
- Ethylen
- Acid Abszisin
- Acid Gibberellin
- Brassinosteroid
- Acid Jasmon
- Acid salicilic